# Losing Control
"Losing Control" (em português: "Perdendo o Controle") é uma canção da DJ e produtora brasileira de house music Miss Cady com a participação da cantora Ivete Sangalo e do estadunidense Nick London como vocais principais. A canção é produzida pela DJ em parceria com o produtor português Xangai e foi lançada oficialmente em 27 de janeiro de 2012 durante o Festival de Verão Salvador. O single foi incluído primeiramente na coletânea diversa Brazilian Summer Festival e logo após na compilação de Ivete Sangalo intitulada O Carnaval de Ivete Sangalo.

## Antecedentes
Em 2008 Miss Cady passou a ter um contato continuo com Ivete Sangalo quando a cantora começou a namorar e, futuramente, casou-se com seu irmão Daniel. Na ocasião a DJ foi considerada uma das melhores do ramo no Brasil. Em 2009 Ivete chegou se tornou madrinha de Miss Cady ao divulga-la para a mídia brasileira, convidando-a para tocar em sua festa de aniversário em Salvador em 27 de maio daquele ano.
| “ | Essa é a DJ mais gata do Brasil. Miss Cady como é conhecida nos quatro cantos do universo da música eletrônica, mais especificamente House. Estava linda e botou a pista na ferveção" | ” |

## Composição e desenvolvimento
Em 11 de agosto de 2011 Ivete Sangalo publicou em seu twitter que estava trabalhando com Miss Cady em um projeto novo, sem revelar maiores detalhes. Na ocasião especulou-se que a DJ estava estava preparando um álbum de remixes para a cantora baiana, negado  logo após. No twitter a cantora apenas declarou:
| “ | DJ Miss Cady! Estamos fazendo um lance juntas q vcs vão pirar | ” |

Em 5 de setembro Miss Cady revelou que o projeto que trabalhavam juntas era a canção "Losing Control" ao toca-la inesperadamente no festival de house music Mirante D'A Zorra, em Salvador. Apenas em 25 de setembro um vídeo amador incompleto da apresentação passou a veincular pela internet, publicado em diversas mídias. A canção, composta por Miss Cady e produzida pela DJ em parceria com o produtor português Rui Oliveira, conhecido como DJ Xangai, explora a house music e electropop, trazendo como vocais principais Ivete Sangalo e o cantor estadunidense Nick London.

## Apresentações
Em 5 de setembro de 2011, quando ainda era uma faixa demo, Miss Cady executou um trecho da canção durante o festival de house music Mirante D'A Zorra com o propósito de sentir a reação do público sobre a faixa. Em 27 de janeiro de 2012 acontece a primeira apresentação ao vivo com Ivete Sangalo e Nick London no momento do lançamento oficial durante o Festival de Verão Salvador.

## Videoclipe
Em 25 de dezembro Daniel Cady, irmão de Miss Cady, anunciou que seria gravado um vídeo para a canção no início de 2012, o que nunca se concretizou..

## Histórico de Lançamento
| País   | Data                  | Formatos                  | Gravadora       |
| ------ | --------------------- | ------------------------- | --------------- |
| Brasil | 7 de setembro de 2011 | Prévia                    | Universal Music |
| Brasil | 27 de janeiro de 2012 | download digital, airplay | Universal Music |